# Jan Kozubowski

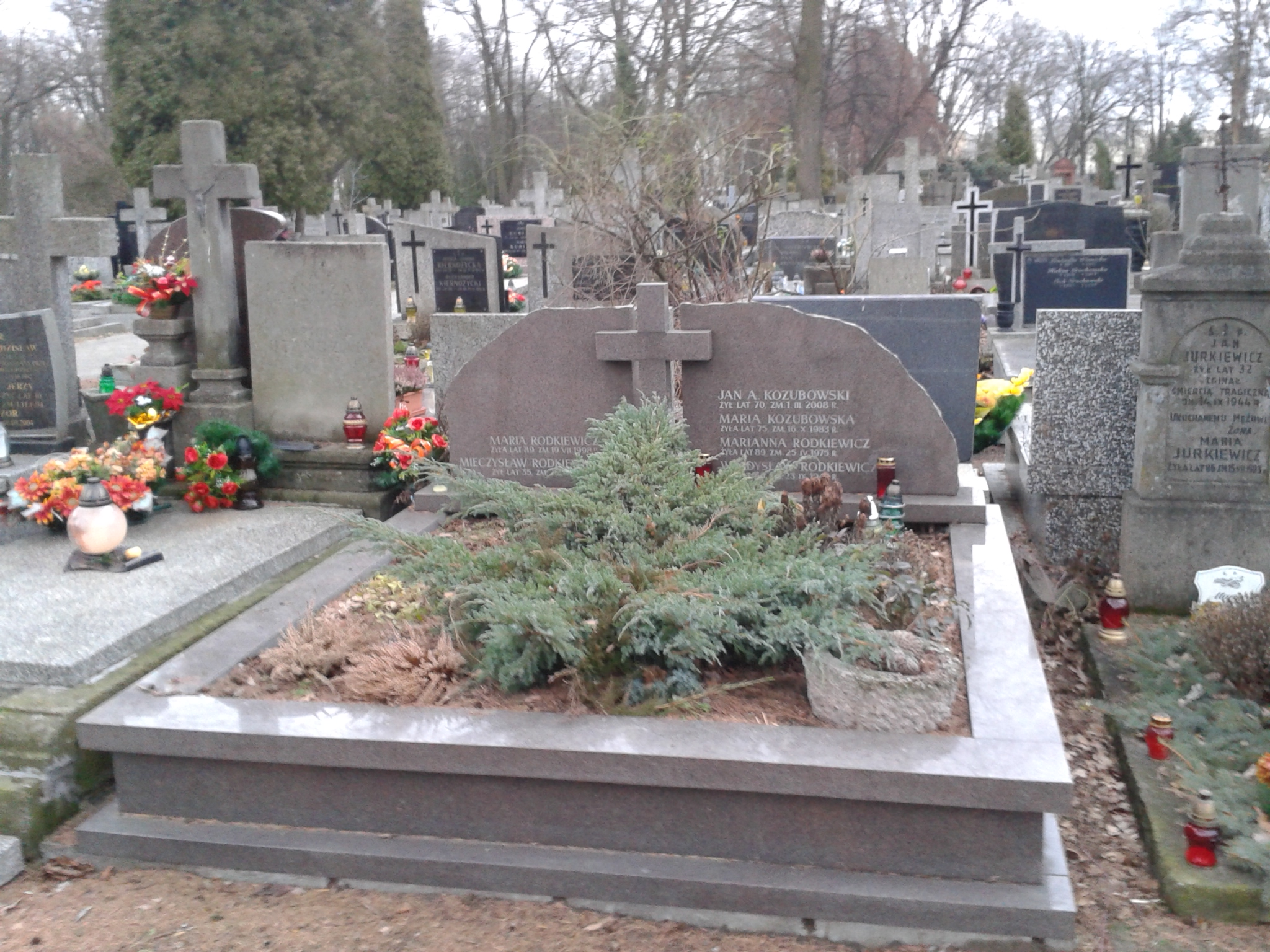
Grób Jana Kozubowskiego na cmentarzu Bródnowskim

Jan Andrzej Kozubowski (ur. 10 kwietnia 1937 w Warszawie, zm. 1 marca 2008 tamże) – polski fizyk, profesor doktor habilitowany inżynierii materiałowej.

## Życiorys
Urodził się jako syn Andrzeja Zygmunta Kozubowskiego z rodu Kozubowskich herbu Mora oraz Marii Rodkiewicz.
Ukończył studia na Wydziale Fizyki Uniwersytetu Warszawskiego, pracę doktorską obronił na Wojskowej Akademii Technicznej, a pracę habilitacyjną przedstawił na krakowskiej Akademii Górniczo-Hutniczej. Był pracownikiem naukowym w Instytucie Technologii Elektronowej Wojskowej Akademii Technicznej w Warszawie, a od 1973 na Politechnice Warszawskiej, gdzie zajmował się badaniem struktury materiałów, mikroskopią elektronową i dyfrakcją elektronów. Pełnił funkcję wicedyrektora Instytutu Inżynierii Materiałowej i kierownika Zakładu Podstaw Inżynierii Materiałowej.
Jan Kozubowski był autorem ponad stu czterdziestu publikacji naukowych, popularnonaukowych oraz autorem i współautorem podręczników m.in.:
- Bezemisyjna energetyka węglowa szansą dla Polski;
- Inżynieria Materiałowa, geneza, istota, perspektywy (współautor Maciej Grabski).